# Roulier (métier)
Pour les articles homonymes, voir Roulier et Voiturier.
Le roulier  également appelé voiturier (ancien métier) est un transporteur de produits, de marchandises ou de personnes.

## Historique

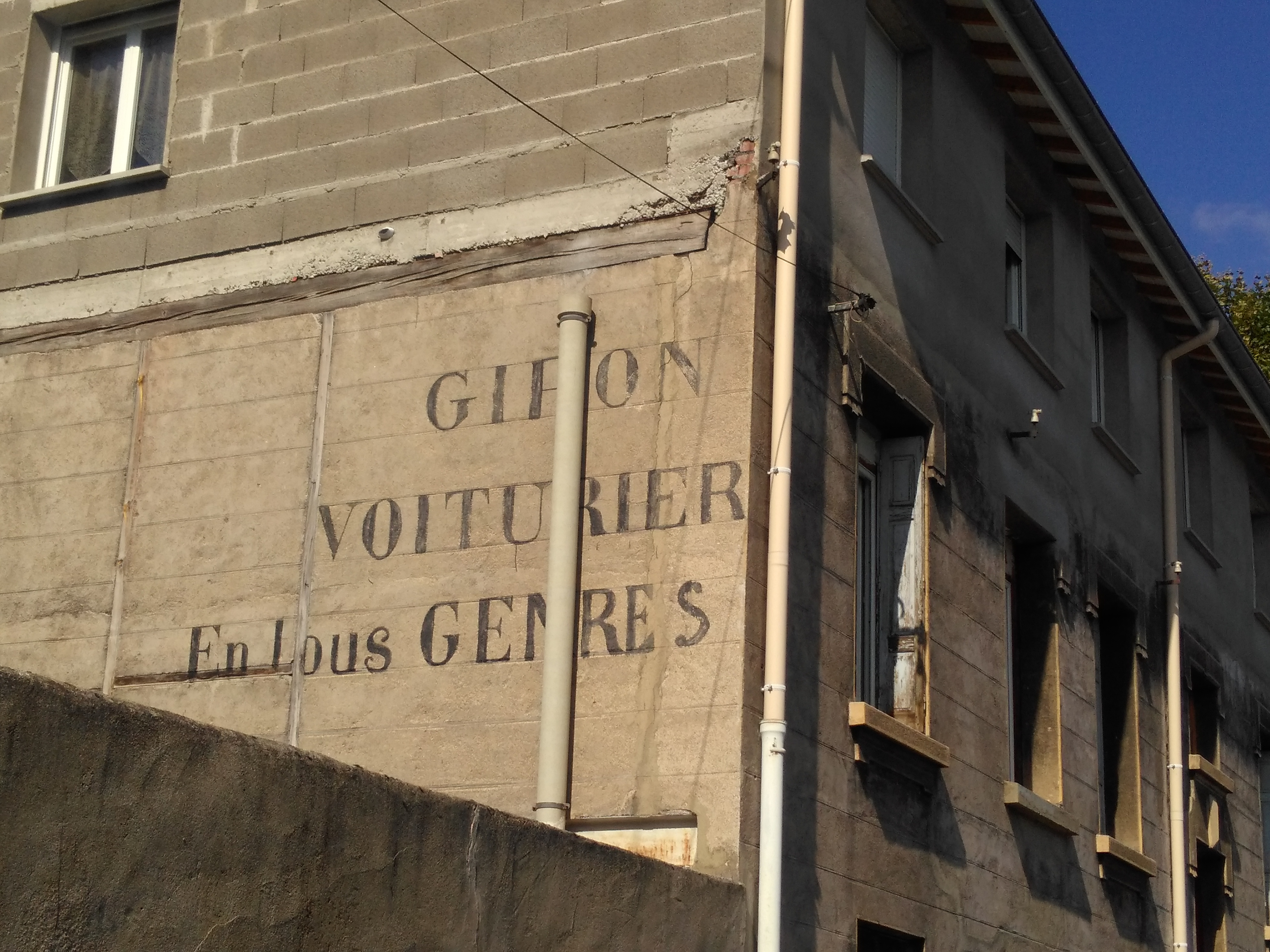
Une annonce pour un voiturier

Le roulier, le plus souvent propriétaire de son véhicule, faisait du transport de marchandises, de divers produits ou de personnes avec un chariot, une charrette, une voiture, une carriole, une roulotte, un fourgon, voire une diligence, tiré par un ou plusieurs chevaux.
Selon les régions, le roulier est appelé voiturier par terre ou simplement voiturier.
Le roulier est l'ancêtre du « routier » qui, de nos jours, conduit un camion.
En 1395, le corps des voituriers est créé à Paris. Ces voituriers sont chargés d'enlever, dans des tombereaux, les immondices de Paris et de les conduire aux différentes voiries placées hors des portes de la ville.

## Autres noms

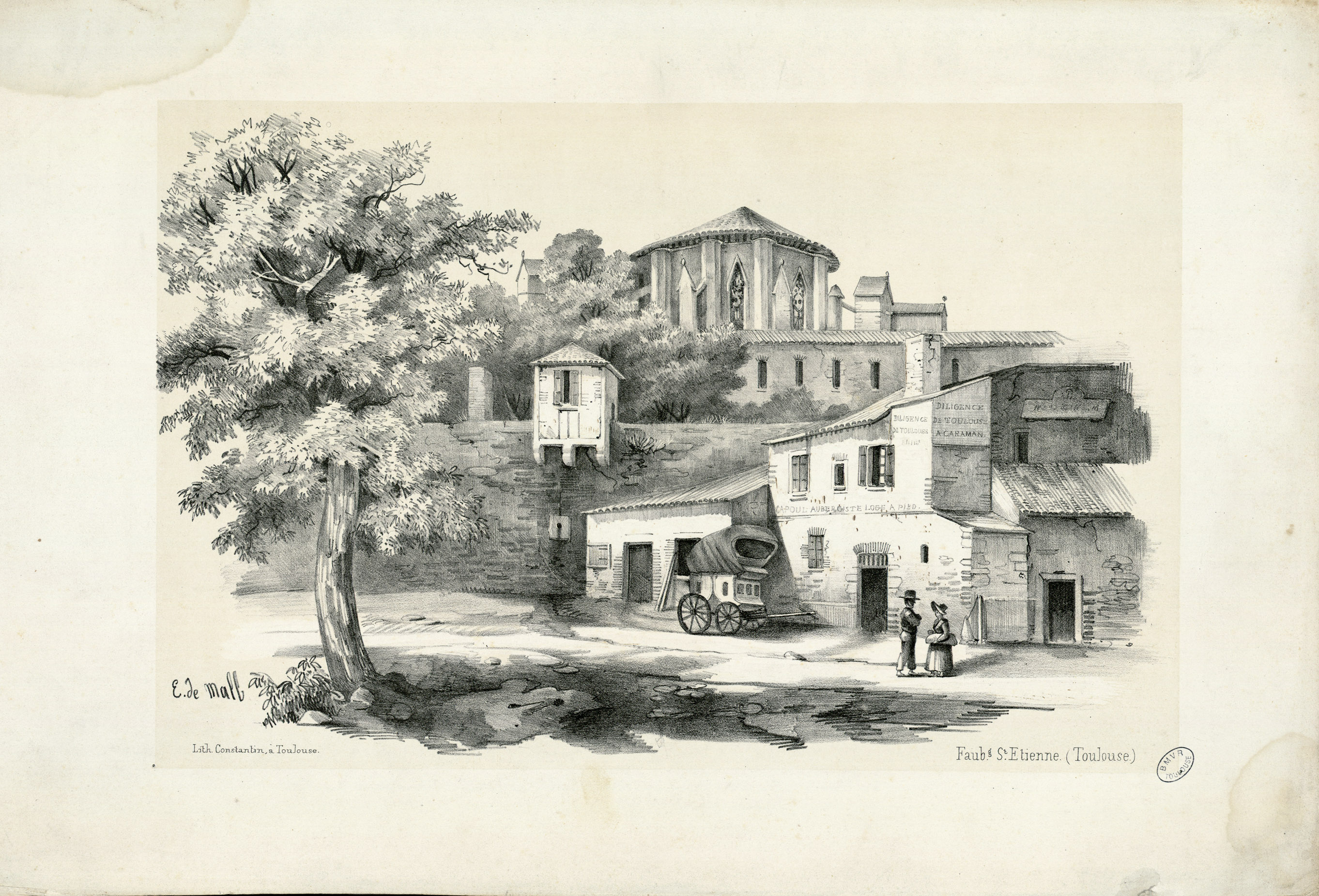
sur le relais de poste on peut lire diligence de Toulouse à Caraman et Capoul Aubergiste loge à pieds.
lithographie du faubourg Saint-Étienne dans les années 1840, par Eugène de Malbos

- Pailleux :  qui transporte et vend de la paille.
- Voiturier, Voiturier par terre, Voiturier par eau
- tchoumak, appellation ukrainienne, le charriot étant tracté par des bœufs.